# Priser uddelt til personer i F.C. København
Dette er en liste over priser som personer har fået for deres arbejde i fodboldklubben F.C. København.

## A

### Martin Albrechtsen
- Udtaget til årets hold i 2002.
- Efterårets profil (Tips Bladet) i 2002.

### Marcus Allbäck
- Årets angriber i Sverige i 2006.
- Forårets spiller (Forza) i 2006.

## B

### Hans Backe
- Årets træner i 2004.

### Martin Bergvold
- Årets U16-talent i 2000.

## C

### Jesper Christiansen
- Udtaget til årets hold i 2005 og 2006.
- Det gyldne bur i 2005, 2006 og 2007.

## G

### Michael Gravgaard
- Årets profil i Superligaen (Spillerforeningen) i 2005 og 2006.
- Udtaget til årets hold i 2005 og 2006.
- Efterårets profil (Tips Bladet) i 2005 og 2006.

## H

### Stefan K. Hansen
- Årets U18-talent i 1996.

## J

### Lars Jacobsen
- Udtaget til årets hold i 2005 og 2006.

### Carsten V. Jensen
- Pokalfighter i 1995.

## L

### Tobias Linderoth
- Årets profil i Superligaen (DBU) i 2006.
- Forårets profil (Tips Bladet) i 2006.
- Årets midtbanespiller i Sverige i 2006.
- Årets midtbanespiller i Sverige i 2007.

## N

### Hjalte Bo Nørregaard
- Pokalfighter i 2004.
- Årets U18-talent i 1999.

## P

### Christian Poulsen
- Udtaget til årets hold i 2001.
- Efterrårets profil (Tips Bladet) i 2001.
- Årets talent, Årets U18-talent i 2001.
- Årets fund i 2001.

## R

### Thomas Røll Larsen
- Årets profil i Superligaen (Spillerforeningen) i 2002.
- Super cup profil i 2001.

## S

### Álvaro Santos
- Årets mål i 2005.

### Ståle Solbakken
- Årets træner (Forza) i 2006.

## Z

### Sibusiso Zuma
- Årets mål i 2001.

## Ø

### Flemming Østergaard
- Årets leder i 1998.